# Julissa Villanueva
Julissa Villanueva (Tegucigalpa, 12 de maig de 1972) és una científica hondurenya, directora del departament de Medicina Forense de la Fiscalia General d'Hondures i artífex de la creació d'un “cementiri humanitari” per donar identitat a cadàvers no identificats al país. L'any 2018 rebé el Premi Internacional Dona Coratge de la mà de la primera dama estatunidenca, Melania Trump, un premi del Departament d'Estat en reconeixement del lideratge, coratge, enginy, i la seva disposició a sacrificar-se pels altres, especialment en la promoció dels drets de la dona.
Nascuda el 12 de maig de 1972 a la ciutat hondurenya de Tegucigalpa, tingué com a pare l'advocat Eduardo Villanueva i com a mare la llicenciada en psicologia Isabel Barahona de Villanueva. Estudià Medicina després de veure al seu pare patir de tètanus, i esdevingué així en un metgessa especialitzada en patologia. L'any 2002 començà a treballar com a patòloga forense i 13 anys després publicà la Revista de Ciencias Forenses de Honduras.
L'any 2013 començà a dirigir el departament de Medicina Forense de la Fiscalia General d'Hondures. Els cossos sense identificar, els quals ningú reclamava, eren enterrats en una fossa comuna. Un viatge als Estats Units l'inspirà a crear el primer “cementiri humanitari” d'Hondures després de visitar el simbòlic cementiri nacional d'Arlington i descobrir les tombes blanques on descansaven més de 400.000 soldats. Cadascun d'aquests desconeguts estan identificats amb ADN perquè si alguna família ve puguin donar-la-hi.